# チャイナ・ガール (曲)
「チャイナ・ガール」（China Girl）は、デヴィッド・ボウイとイギー・ポップが、1977年にベルリンにいた頃に共同制作した曲である。

## 概要
1977年、イギー・ポップのアルバム『イディオット』の収録曲として、初めて世に出た。この曲は、ボウイがおもちゃのピアノを用いて作曲した。後年ポップが薬物依存症になり破産の危機にも瀕した際、ボウイは1983年にアルバム『レッツ・ダンス』でセルフ・カバーした。ポップが印税の半分を得て、財政的に安定してもらうためである。ナイル・ロジャースによるプロデュースの下、この曲にはイギー・ポップの暗くラフなバージョンよりもよりコマーシャルな要素が与えられた。
この曲は「レッツ・ダンス」と同じくシングル用に編集されたが、その印象的なミュージック・ビデオがより興味を惹き付けた。デヴィッド・マレット監督によるミュージック・ビデオは主にオーストラリア、メルボルンの中華街やポート・ジャクソン湾に浮かぶ船の上で撮られた。共演者であるGeeling Ngが波の上でボウイと裸で横たわっているシーン（『地上より永遠に』からの影響）がフィーチャーされ、タブロイド紙を賑わせた。このミュージック・ビデオは83年度のMTVアワードを獲得している。しかし、後にVHSビデオやDVDなどのソフトに収録される際には、微妙に修正されている。
イギリスでは、シングルが1983年6月14日の1週、2位まで上昇したが、ポリスの「見つめていたい」が1位を堅守していたため2位止まりとなった。アメリカの総合チャートBillboard Hot 100では10位まで上昇し、チャートには18週チャートインした。
ボウイが行った1980年代のライブ・レパートリーとなり、1985年に開催したロンドンでのライヴエイドでもリハーサルに使われた。しかし、「5年間」「ファスシネイション」の2曲と共にライヴでの時間的制約のため、本番では演奏されなかった。

## 曲順

### 7": EMI America / EA 157 (UK)
1. チャイナ・ガール [エディット] (Bowie, Pop)  – 4:14
2. シェイク・イット (Bowie) – 3:49

### 12": EMI America / 12EA 157 (UK)
1. チャイナ・ガール (Bowie, Pop)  – 5:32
2. シェイク・イット [リミックス] (Bowie) – 5:07

### チャート
| チャート (1983年)                         | 最高順位 |
| ----------------------------------------- | -------- |
| オーストラリア シングル・チャート         | 15       |
| オーストリア シングル・チャート           | 2        |
| カナダ シングル・チャート                 | 2        |
| オランダ シングル・チャート               | 5        |
| アイルランド シングル・チャート           | 2        |
| ドイツ シングル・チャート                 | 6        |
| ノルウェー シングル・チャート             | 7        |
| スウェーデン シングル・チャート           | 5        |
| スイス シングル・チャート                 | 1        |
| U.K. シングル・チャート                   | 2        |
| アメリカ Billboard Hot 100                | 10       |
| アメリカ Billboard Hot Dance Club Play    | 51       |
| アメリカ Billboard Mainstream Rock Tracks | 3        |

## プロダクション・クレジット
- プロデューサー:
  - ナイル・ロジャース

- ミュージシャン:
  - デヴィッド・ボウイ: ボーカル
  - スティーヴィー・レイ・ヴォーン: ギター
  - ナイル・ロジャース: ギター
  - カーマイン・ロジェイス: ベース
  - オマー・ハキム、トニー・トンプソン: ドラムス
  - ロブ・サビーノ: キーボード
  - マック・ゴレホン: トランペット
  - ロバート・アーロン、スタン・ハリスン、スティーヴ・エルソン: サクソフォーン
  - サミー・フィゲロア: パーカッション

## 収録アルバム
- 以下のコンピレーションにも収録されている。
  - チェンジスボウイ (1990年)
  - ザ・シングルス・コレクション (1993年)
  - デヴィッド･ボウイ･ベスト (2002年)
- 映画『ウェディング・シンガー』のサウンドトラックにも「チャイナ・ガール」が収録されている。